# Birmingham City F.C.
Birmingham City F.C. er en engelsk fodboldklub fra Birmingham, som også er hjemby for Aston Villa.
Klubben blev stiftet i 1875, men har aldrig præsteret at vinde det engelske mesterskab. Klubben spiller i den anden bedste række, Championship. Birmingham Citys hjemmebane hedder St. Andrews Stadium og er det næststørste stadion i Birmingham efter Aston Villas stadion, Villa Park. 

## Tidligere danske spillere
- Peter Løvenkrands
- Jesper Grønkjær
- Nicklas Bendtner (leje fra Arsenal F.C.)
- Nicolai Brock-Madsen